# 渋谷洋樹
渋谷 洋樹（しぶや ひろき、1966年11月30日 - ）は、北海道室蘭市出身のサッカー指導者、元サッカー選手。現役時代のポジションはディフェンダー。

## 来歴
元々は野球少年で、ファンだった荒木大輔や王貞治と同じ早稲田実業に行きたいと考える程だったが、小学5年生の頃に中島旭ヶ丘サッカー少年団に入る。2学年下に野田知がおり、後に城彰二も入学するなど、地元では強豪として知られる小学校だった。
高校は室蘭大谷高校と登別大谷高校からサッカー推薦の話が届く中、室蘭大谷を選択。2年生時には東西選抜に選ばれ、3年生時にはキャプテンを務める。チームメイトには前述の野田や財前恵一がいた。
高校卒業後は古河電気工業に入社し、同社のサッカー部に入部。当時の同部は監督に清雲栄純、コーチに同郷の川本治、チームメイトには岡田武史らがいた。Jリーグへの移行時に古河(後のジェフユナイテッド市原)に残れず、PJMフューチャーズへ移籍。その後は中途採用の社員選手という形でNTT関東サッカー部に加入。3年間プレイし現役を引退する。
引退後は大宮アルディージャ下部組織の指導者を歴任し、2004年からはトップチームのコーチを務めた。2010年、ヴァンフォーレ甲府のコーチに就任した。2013年シーズンをもって退任し、2014年より大宮アルディージャのコーチに復帰。同年8月31日、大熊清の退任に伴い、大宮の監督に就任。
2014年は15位の清水エスパルスと勝ち点1差で16位となりチームはJ2降格となったが、翌2015年も引き続きチームの指揮を執った。
11年ぶりにJ2の舞台で戦うことになった2015年は、「堅守多攻」をスローガンに、攻守においてイニシアチブを握るアグレッシブなポゼッションサッカーの実現を目指した。
序盤はややもたついたものの着実に勝ち点を積み重ね、第15節で初めて首位の座を奪取した。終盤は熾烈な昇格争いを繰り広げていた磐田や福岡に勝ち点差を迫られるも、第41節のホーム大分戦に0-2から3点を奪って逆転勝利を収めたことで、1試合を残しての1年でのJ1復帰を決め、ならびにクラブ初のタイトルとなるJ2リーグ優勝を成し遂げた。
J1復帰後の2016年はポゼッションから堅守速攻へスタイルを変え、クラブ最高記録の5位でシーズンを終えた。
2017年はポゼッションサッカーにスタイルを戻すがチームは不調に陥り、2017年5月28日に成績不振を理由に大宮の監督を解任された。2017年シーズンは開幕から6連敗を喫し、解任発表まで2勝1分け10敗でJ1最下位に低迷していた。ヘッドコーチであった黒崎久志もあわせて解任された。なお、この年に大宮はJ2へ降格した。
2018年よりロアッソ熊本の監督に就任する。2019年12月1日、契約満了により監督を退任すると発表された。12月21日、ヴァンフォーレ甲府にヘッドコーチとして復帰することが発表された。
2021年12月25日、ジュビロ磐田のヘッドコーチ就任が発表された。翌年の8月17日に伊藤監督の後任として監督に就任したが契約満了によりシーズン終了と共に退任した。
2022年12月2日、ベガルタ仙台のヘッドコーチ就任が発表された。
2023年7月20日に仙台のヘッドコーチを辞任し、7月26日に大宮アルディージャにヘッドコーチとして復帰した。
2023年11月に大宮のヘッドコーチを辞任し、12月18日にツエーゲン金沢のヘッドコーチに就任した。

## 戦術とマネージメント
大宮では不調に陥っていた元日本代表 家長昭博をフォワードとして起用することで才能を開花させた。家長は2015年の大宮のJ1昇格の原動力となり、2016年には2桁得点を記録し、大宮がクラブ最高記録の5位となる原動力となった。
大宮では2015・2017年はポゼッションサッカーを採用し、2016年はロングカウンター型の堅守速攻を採用した。

## 所属クラブ
- 室蘭大谷高校
- 1985年 - 1992年  古河電工/ジェフユナイテッド市原
- 1992年 - 1994年  PJMフューチャーズ
- 1995年 - 1997年  NTT関東サッカー部

## 個人成績
| 国内大会個人成績 | 国内大会個人成績 | 国内大会個人成績 | 国内大会個人成績 | 国内大会個人成績             | 国内大会個人成績 | 国内大会個人成績 | 国内大会個人成績  | 国内大会個人成績 | 国内大会個人成績 | 国内大会個人成績 | 国内大会個人成績 |
| 年度             | クラブ           | 背番号           | リーグ           | リーグ戦                     | リーグ戦         | リーグ杯         | リーグ杯          | オープン杯       | オープン杯       | 期間通算         | 期間通算         |
| 年度             | クラブ           | 背番号           | リーグ           | 出場                         | 得点             | 出場             | 得点              | 出場             | 得点             | 出場             | 得点             |
| 日本             | 日本             | 日本             | 日本             | リーグ戦                     | リーグ戦         | リーグ杯         | リーグ杯          | 天皇杯           | 天皇杯           | 期間通算         | 期間通算         |
| ---------------- | ---------------- | ---------------- | ---------------- | ---------------------------- | ---------------- | ---------------- | ----------------- | ---------------- | ---------------- | ---------------- | ---------------- |
| 1985             | 古河             |                  | JSL1部           |                              |                  |                  |                   |                  |                  |                  |                  |
| 1986-87          | 古河             |                  | JSL1部           |                              |                  |                  |                   |                  |                  |                  |                  |
| 1987-88          | 古河             |                  | JSL1部           |                              |                  |                  |                   |                  |                  |                  |                  |
| 1988-89          | 古河             |                  | JSL1部           |                              |                  |                  |                   |                  |                  |                  |                  |
| 1989-90          | 古河             |                  | JSL1部           |                              |                  |                  |                   |                  |                  |                  |                  |
| 1990-91          | 古河             |                  | JSL1部           |                              |                  |                  |                   |                  |                  |                  |                  |
| 1991-92          | JR古河           | 4                | JSL1部           |                              |                  |                  |                   |                  |                  |                  |                  |
| 1992             | 市原             | -                | J                | -                            | -                | 0                | 0                 |                  |                  |                  |                  |
| 通算             | 日本             | 日本             | J                | 0                            | 0                | 0                | 0\|\|\|\|\|\|\|\| |                  |                  |                  |                  |
| 通算             | 日本             | 日本             | JSL1部           | \|\|\|\|\|\|\|\|\|\|\|\|\|\| |                  |                  |                   |                  |                  |                  |                  |
| 総通算           | 総通算           | 総通算           | 総通算           | \|\|\|\|\|\|\|\|\|\|\|\|\|\| |                  |                  |                   |                  |                  |                  |                  |

## 指導歴
- 1998年 - 1999年  NTT関東サッカー部 コーチ
- 1999年 - 2009年  大宮アルディージャ
  - 1999年 - 2000年 ユース コーチ
  - 2000年 - 2002年 ユース 監督
  - 2002年 - 2003年 ジュニアユース 監督
  - 2003年 - 2004年 ジュニアユース コーチ
  - 2004年 - 2009年 トップチーム コーチ
- 2010年 - 2013年  ヴァンフォーレ甲府 コーチ
- 2014年 - 2017年5月  大宮アルディージャ
  - 2014年 - 同年8月 トップチーム コーチ
  - 2014年8月 - 2017年5月 トップチーム 監督
- 2018年 - 2019年  ロアッソ熊本 監督
- 2020年 - 2021年  ヴァンフォーレ甲府 ヘッドコーチ
- 2022年 - 同年11月  ジュビロ磐田
  - 2022年 - 同年8月 トップチーム ヘッドコーチ
  - 2022年8月 - 同年11月 トップチーム 監督
- 2023年 - 同年7月  ベガルタ仙台 ヘッドコーチ
- 2023年7月 - 同年12月  大宮アルディージャ ヘッドコーチ
- 2024年 -  ツエーゲン金沢 ヘッドコーチ

## 監督成績
| 年度 | 所属 | クラブ | リーグ戦 | リーグ戦 | リーグ戦 | リーグ戦 | リーグ戦 | リーグ戦 | カップ戦             | カップ戦  |
| 年度 | 所属 | クラブ | 順位     | 勝点     | 試合     | 勝       | 分       | 敗       | Jリーグカップ        | 天皇杯    |
| ---- | ---- | ------ | -------- | -------- | -------- | -------- | -------- | -------- | -------------------- | --------- |
| 2014 | J1   | 大宮   | 16位     | 19       | 12       | 6        | 1        | 5        | -                    | ベスト8   |
| 2015 | J2   | 大宮   | 優勝     | 86       | 42       | 26       | 8        | 8        | -                    | 3回戦敗退 |
| 2016 | J1   | 大宮   | 5位      | 56       | 34       | 15       | 11       | 8        | ベスト8              | ベスト4   |
| 2017 | J1   | 大宮   | 18位     | 7        | 13       | 2        | 1        | 10       | グループステージ敗退 | -         |
| 2018 | J2   | 熊本   | 21位     | 34       | 42       | 9        | 7        | 26       | -                    | 2回戦敗退 |
| 2019 | J3   | 熊本   | 5位      | 57       | 34       | 16       | 9        | 9        | -                    | 2回戦敗退 |
| 2022 | J1   | 磐田   | 18位     | 8        | 9        | 1        | 5        | 3        | -                    | -         |

- 2014年は第23節から。順位は最終順位。
- 2017年は第13節まで。
- 2022年は第26節から。順位は最終順位。

## タイトル
大宮アルディージャ
- J2リーグ : 1回 (2015年)